# Worthington (Virginia Occidental)
Worthington es un pueblo ubicado en el condado de Marion, Virginia Occidental, Estados Unidos. Tiene una población estimada, a mediados de 2021, de 182 habitantes.

## Geografía
La localidad está ubicada en las coordenadas 39°27′28″N 80°15′50″O / 39.45778, -80.26389. Según la Oficina del Censo de los Estados Unidos, tiene una superficie total de 1.55 km², de la cual 1.51 km² corresponden a tierra firme y 0.04 km² están cubiertos de agua.

## Demografía
Según el censo de 2020, en ese momento había 179 personas residiendo en Worthington. La densidad de población era de 118.54 hab./km². El 85.5% de los habitantes eran blancos, el 5.0% eran afroamericanos, el 0.6% era asiático, el 2.2% eran de otras razas y el 6.7% eran de una mezcla de razas. Del total de la población, el 1.7% eran hispanos o latinos de cualquier raza.